# Prochoreutis stellaris
Prochoreutis stellaris là một loài bướm đêm thuộc họ Choreutidae. Loài này có ở Pháp và Ý qua tới Áo, Hungary và Slovakia tới Ukraina rồi về phía nam tới România, Bulgaria và Hy Lạp, Macedonia và Albania.